# 中国矿产资源集团
中国矿产资源集团有限公司，简称中国矿产资源集团，是2022年7月19日工商注册成立的中华人民共和国中央企业，该公司由部分中国国有铁矿采购及海外铁矿资产整合而成，致力于打造以市场化方式集中中国国内部分铁矿石需求的平台，同时投资开发矿山。

## 历史

### 组建背景
中国是世界钢铁生产第一大国，但用于其炼钢的铁矿石却有约八成需要进口。另一方面，全球70%左右的铁矿石供应量被巴西的淡水河谷、澳大利亚的力拓、必和必拓和澳大利亚福特斯克金属集团（FMG）等四家公司所掌握。2021年11月19日，铁矿石期货价格触及阶段性最低点509.5元/吨后开始触底反弹，截至2022年2月11日涨至849.5元/吨，涨幅近66.7%，而针对铁矿石价格出现异动的情况，2022年1月28日中国国家发改委表示，近期铁矿石价格过快上涨存在炒作成分，将加强监管。2022年7月，《星岛日报》、《华尔街日报》等媒体报道，中国会组建新的国有集团以控制铁矿石进口业务，并与外国矿山就铁矿石价格进行商谈，以提高中方对铁矿石行业的定价权。

### 组建成立
2022年7月19日，中国矿产资源集团有限公司工商注册成立。同年7月25日，中国矿产资源集团有限公司的成立大会在北京举行，中共中央政治局常委、国务院副总理韩正出席大会并为公司成立揭牌。

## 企业高管
中国矿产资源集团有限公司的管理层主要来自中铝集团、中国宝武、鞍钢集团、五矿资源等矿产资源领域央企。中国矿产资源集团的法定代表人、董事长为姚林，是教授级高级工程师，其又担任有中国铝业集团有限公司董事长职务。中国矿产资源集团的董事、总经理为担任有中国宝武钢铁集团有限公司副总经理职务的郭斌，此前郭斌在中国宝武主要负责资源矿产、原料采购、海外投资等工作。中国矿产资源集团的副总经理是任鞍钢集团副总经理的邵安林和任五矿资源行政总裁兼执行董事的高晓宇。中国矿产资源集团的公司董事高杲，则是国家发展改革委副秘书长。